# 223 г. пр.н.е.
223 (двеста двадесет и трета) година преди новата ера (пр.н.е.) е година от доюлианския (Помпилийски) римски календар.

## Събития

### В Римската република
- Консули са Гай Фламиний и Публий Фурий Фил.
- Консулите нахлуват с войски в келтските земи по долината на река По. Фламиний побеждава инсубрите и техните съюзници в голяма битка.[1]

### В Гърция
- Македонският цар Антигон III Досон превзема Тегея, Орхомен, Херaя, Телпуза и Мантинея, която е разрушена и населението поробено от съюзниците му ахейци, след което царят изпраща войниците си в зимните им квартири.[2]
- Спартанският цар Клеомен III атакува и превзема Мегалополис. Тъй като не успява да привлече населението да мине на негова страна той изравнява града със земята и отнася от него голяма плячка.[2]

### В империята на Селекидите
- Селевк III Сотер е убит и е наследен от брат си Антиох III.[3]
- Молон е поставен начело на източните сатрапии.[3]

### В Бактрия
- Диодот II е убит от узурпатора Евтидем I, който става цар на Гръко-бактрийското царство.

## Починали
- Селевк III Сотер, владетел от династията на Селевкидите (роден ок. 243 г. пр.н.е.)
- Диодот II, цар на Гръко-бактрийското царство (роден ок. 252 г. пр.н.е.)